# Megalancosaurus
Megalancosaurus è un genere di rettili estinti del Tardo Triassico e uno dei meglio conosciuti Drepanosauridi. La specie tipo è M. preonensis."
I suoi resti sono stati rinvenuti in Italia settentrionale, in Val Preone, nei pressi di Udine, in strati risalenti al Triassico superiore (circa 215 milioni di anni fa).